# Mikrodeletionssyndrom
Mikrodeletionssyndrom ist eine Gruppe von Chromosomenmutationen mit auch teilweisem Fehlen einer Nukleotidsequenz, geht also mit Verlust von genetischem Material einher. Im Gegensatz zur Chromosomendeletion, die durch Karyotypisierung erfasst werden können, handelt es sich bei Mikrodeletionen um kleinere Deletionen, die nur durch In-situ-Hybridisierung nachgewiesen werden können.
Zu den „klassischen“ Mikrodeletionssyndromen zählen:
- Angelman-Syndrom (15q11.2-q13)
- Prader-Willi-Syndrom (15q11.2-q13),
- Williams-Beuren-Syndrom (7q11.23),
- Smith-Magenis-Syndrom (17p11.2)
- DiGeorge-Syndrom (22q11.2).

Darüber hinaus gibt es eine Vielzahl weiterer Syndrome gemäß der Datenbank Orphanet:
| Bezeichnung                                  | Synonyme | Orphanet |
| -------------------------------------------- | --- | -------- |
| Mikrodeletionssyndrom 1p21.3                 | Del(1)p(21.3); Monosomie 1p21.3 | 293948   |
| Mikrodeletionssyndrom 1p31p32                | Del(1)(p31p32); Monosomie 1p31p32 | 401986   |
| Mikrodeletionssyndrom 1q21.1                 | Del(1)(q21); Monosomie 1q21.1 | 250989   |
| Mikrodeletionssyndrom 1q41q42                | Del(1)(q41q42); Monosomie 1q41-q42 | 250999   |
| Mikrodeletionssyndrom 1q44                   | Del(1)(q44); Monosomie 1q44 | 238769   |
| 2p21-Mikrodeletionssyndrom ohne Cystinurie   | Del(2)(p21) ohne Cystinurie | 369881   |
| Mikrodeletionssyndrom 2p13.2                 | Del(2)(p13.2) | 363680   |
| Mikrodeletionssyndrom 2p15p16.1              | | 261349   |
| Mikrodeletionssyndrom 2p21                   | | 163693   |
| Mikrodeletionssyndrom 2p21, homozygotes      | 2p21-Contiguous gene deletion-Syndrom | 369886   |
| Mikrodeletionssyndrom 2q23.1                 | |          |
| Mikrodeletionssyndrom 2q24                   | Del(2)(q24); Monosomie 2q24 | 1617     |
| Mikrodeletionssyndrom 2q31.1                 | | 251014   |
| Mikrodeletionssyndrom 2q32q33                | | 251019   |
| Mikrodeletionssyndrom 2q33.1                 | Del(2)(q33.1); Monosomie 2q33.1 | 251028   |
| Mikrodeletionssyndrom 2q37                   | Albright-Osteodystrophie, hereditäre, Typ 3; Albright-Osteodystrophie-ähnliches Syndrom; Brachydaktylie-Intelligenzminderung-Syndrom; Del(2)(q37); Deletion 2q37 Deletion 2q37-qter; Monosomie 2q37-qter | 1001     |
| Mikrodeletionssyndrom 3p25.3                 | Del(3)p(25.3); Intelligenzminderung-Epilepsie-stereotype Handbewegungen-Syndrom; Monosomie 3p25.3 |          |
| Mikrodeletionssyndrom 3q13                   | Del(3)(q13); Monosomie 3q13 | 1621     |
| Mikrodeletionssyndrom 3q26q27                | Del(3)(q26q27); Deletion 3q26-q27; Monosomie 3q26-q27; Monosomie 3q26q27 | 356947   |
| Mikrodeletionssyndrom 3q27.3                 | Del(3)(q27.3) | 397695   |
| Mikrodeletionssyndrom 3q29                   | Del(3)(q29); Deletion 3qter; Monosomie 3q29; Monosomie3qter | 65286    |
| Mikrodeletionssyndrom 4q21                   | Del(4)(q21); Monosomie 4q21 | 238750   |
| Mikrodeletionssyndrom 5q14.3                 | Del(5)(q14.3); Monosomie 5q14.3 | 228384   |
| Mikrodeletionssyndrom 5q23                   | | 436003   |
| Mikrodeletionssyndrom 5q31.3                 | | 314655   |
| Mikrodeletionssyndrom 6p22                   | Del(6)(p22); Monosomie 6p22 | 251046   |
| Mikrodeletionssyndrom 6p25                   | | 96125    |
| Mikrodeletionssyndrom 6q16                   | Del(6)(q16); Monosomie 6q16; Prader-Willi-ähnliches Syndrom durch Deletion 6q16 | 171829   |
| Mikrodeletionssyndrom 6q25                   | Del(6)(q25); Monosomie 6q25 | 664404   |
| Chromosom-7q-Syndrom                         | |          |
| Mikrodeletionssyndrom 7q11.23, distal        | Del(7)(q11.23); Monosomie 7q11.23, distal |          |
| Mikrodeletionssyndrom 7q31                   | Del(7)(q31); Monosomie 7q31 | 251061   |
| Deletion 7q36                                | | 1636     |
| Mikrodeletionssyndrom 8p11.2                 | Del(8)(p11.2); Monosomie 8p11.2 | 251066   |
| Mikrodeletionssyndrom 8p23.1                 | Del(8)(p23.1); Monosomie 8p23.1 | 251071   |
| Mikrodeletionssyndrom 8q21.11                | Del(8)(q21.11); Deletion 8q21.11; Monosomie 8q21.11 | 284160   |
| Mikrodeletionssyndrom 9p13                   | Del(9)(p13); Monosomie 9p13 | 324313   |
| Mikrodeletionssyndrom 9q21                   | | 352665   |
| Mikrodeletionssyndrom 9q31.1q31.3            | Del(9)(q31.1q31.3); Monosomie 9q31.1q31.3 | 401923   |
| Mikrodeletionssyndrom 9q33.3q34.11           | Del(9)(q33.3q34.11); Deletion 9q33.3q34.11; Mikrodeletionssyndrom 9q33.3-q34.11; Monosomie 9q33.3-q34.11; Monosomie 9q33.3q34.11                                                                         | 495818   |
| Mikrodeletionssyndrom 10p12p11               | | 284169   |
| Mikrodeletionssyndrom 10q22.3q23.3           | | 276413   |
| Monosomie 11q22.2-q22.3                      | | 444002   |
| Mikrodeletionssyndrom 12p12.1                | | 313884   |
| Mikrodeletionssyndrom 12q14                  | | 94063    |
| Mikrodeletionssyndrom 12q15q21.1             | | 289513   |
| Mikrodeletionssyndrom 13q12.3                | | 412035   |
| Mikrodeletionssyndrom 14q11.2                | | 261120   |
| Mikrodeletionssyndrom 14q12                  | | 261144   |
| Mikrodeletionssyndrom 14q22                  | | 1102     |
| Mikrodeletionssyndrom 14q32.2, maternal      | Del (14)(q32.2), maternal; Monosomie 14q32.2, maternal | 254528   |
| Mikrodeletionssyndrom 14q32.2, paternal      | Del (14)(q32.2), paternal | 254525   |
| Mikrodeletionssyndrom 15q26.3                | | 363992   |
| Mikrodeletionssyndrom 15q11.2                | 15q11.2 (BP1-BP2)-Mikrodeletionssyndrom; Del(15)(q11.2); Monosomie 15q11.2 | 261183   |
| Mikrodeletionssyndrom 15q13                  | Del(15)(q13.3); Monosomie 15q13.3 | 199318   |
| Mikrodeletionssyndrom 15q14                  | Del(15)(q14); Monosomie 15q14 | 261190   |
| Mikrodeletionssyndrom 15q24                  | Del(15)(q24); Monosmie 15q24 | 94065    |
| Mikrodeletionssyndrom 16p11.2, distal        | Distal del(16)(p11.2); Monosomie 16p11.2, distal | 261222   |
| Mikrodeletionssyndrom 16p11.2, proximales    | Del(16)(p11.2); Monosomie 16p11.2 | 261197   |
| Mikrodeletionssyndrom 16p11.2-p12.2          | | 261211   |
| Mikrodeletionssyndrom 16p13.11               | Del(16)(p13.11); Monosomie 16p13.11 | 261236   |
| Mikrodeletionssyndrom 16q24.1                | | 352629   |
| Mikrodeletionssyndrom 16q24.3                | Del(16)(q24.3); Monosomie 16q24.3 | 261250   |
| Mikrodeletionssyndrom 17p13.1, distal        | Del(17)(p13.1), distal | 319171   |
| Mikrodeletionssyndrom 17p13.3, distal        | Del(17)(p13.3); Monosomie 17p13.3, distal | 261257   |
| Mikrodeletionssyndrom 17q11                  | Del(17)(q11); Monosomie 17q11; NF1-Mikrodeletionssyndrom; Neurofibromatose Typ 1-Mikrodeletionssyndrom                                                                                                   | 97685    |
| Mikrodeletionssyndrom 17q11.2                | Dup(17)(q11.2); Grisart-Destrée-Syndrom; Trisomie 17q11.2 |          |
| Mikrodeletionssyndrom 17q12                  | Del(17)(q12); Monosomie 17q12 | 261265   |
| Mikrodeletionssyndrom 17q21.31               | Del(17)(q21.31); Monosomie 17q21.31 | 363958   |
| Mikrodeletionssyndrom 17q23.1q23.2           | Del(17)(q23.1q23.2); Monosomie 17q23.1-q23.2 | 261279   |
| Mikrodeletionssyndrom 19p13.12               | Del(19)(p13.12); Monosomie 19p13.12 | 254346   |
| Mikrodeletionssyndrom 19p13.13               | Del(19)(p13.13); Monosomie 19p13.13 | 357001   |
| Mikrodeletionssyndrom 19q13.11               | Del(19)(q13.11); Monosomie 19q13.1 | 217346   |
| Mikrodeletionssyndrom 20p12.3                | Del(20)(p12.3); Monosomie 20p12.3 | 261295   |
| Mikrodeletionssyndrom 20p13                  | Del(20)(p13); Monosomie 20p13; Subtelomere 20p-Deletion |          |
| Mikrodeletionssyndrom 20q11.2                | Del(20)(q11.2); Monosomie 20q11 | 444051   |
| Mikrodeletionssyndrom 20q13.2q13.3, paternal | | 261304   |
| Mikrodeletionssyndrom 20q13.33               | Del(20)(q13.33); Monosomie 20q13; Monosomie 20q13.33 | 261311   |
| Mikrodeletionssyndrom 21q22                  | Del(21)(q22.11q22.12); Mikrodeletionssyndrom 21q22.11-q22.12; Monosomie 21q22.11-q22.12 |          |
| Mikrodeletionssyndrom 21q22.13-q22.2         | | 268261   |
| Mikrodeletionssyndrom 22q11.2, distal        | | 261330   |
| Mikrodeletionssyndrom Xp21                   | | 261476   |
| Mikrodeletionssyndrom Xp22.3                 | |          |
| Mikrodeletionssyndrom Xq22.3                 | Mikrodeletionssyndrom 17p11.2 | 11       |
| Mikrodeletionssyndrom Xq22.3                 | | 1018     |
| Nablus-mask-like-facial-Syndrom              | Mikrodeletionssyndrom 8q22.1 |          |